# Changxindian
Die Großgemeinde Changxindian  (chinesisch 長辛店鎮 / 长辛店镇, Pinyin Chángxīndiàn Zhèn) liegt im Westen des Pekinger Stadtbezirks Fengtai, am Westufer des Yongding He. Die Großgemeinde besitzt eine Fläche von 62,35 km² und hatte Ende 2018 eine Bevölkerung von 38.493 Menschen.

## Geschichte
Wenn Händler aus der Nordchinesischen Ebene und den östlichen Ausläufern des Taihangshan nach Peking wollten, mussten sie den Yongding He überqueren. Der Fluss änderte häufig seinen Lauf, es gab ein Netzwerk von kleinen Rinnsalen, aber beim heutigen Changxindian gab es eine halbwegs zuverlässige, in der winterlichen Trockenzeit auch mit Wagen zu überquerende Furt. Daher siedelten sich dort entlang der Hauptstraße bereits in der Nördlichen Song-Dynastie (960–1126) Ladenbesitzer und Gastwirte an, die vom Verkehr profitierten. Auch militärisch hatte die Furt eine große Bedeutung – hier ritten die Generäle der Familie Yang nach Zhuozhou, um das Reich gegen die Kitan zu verteidigen.

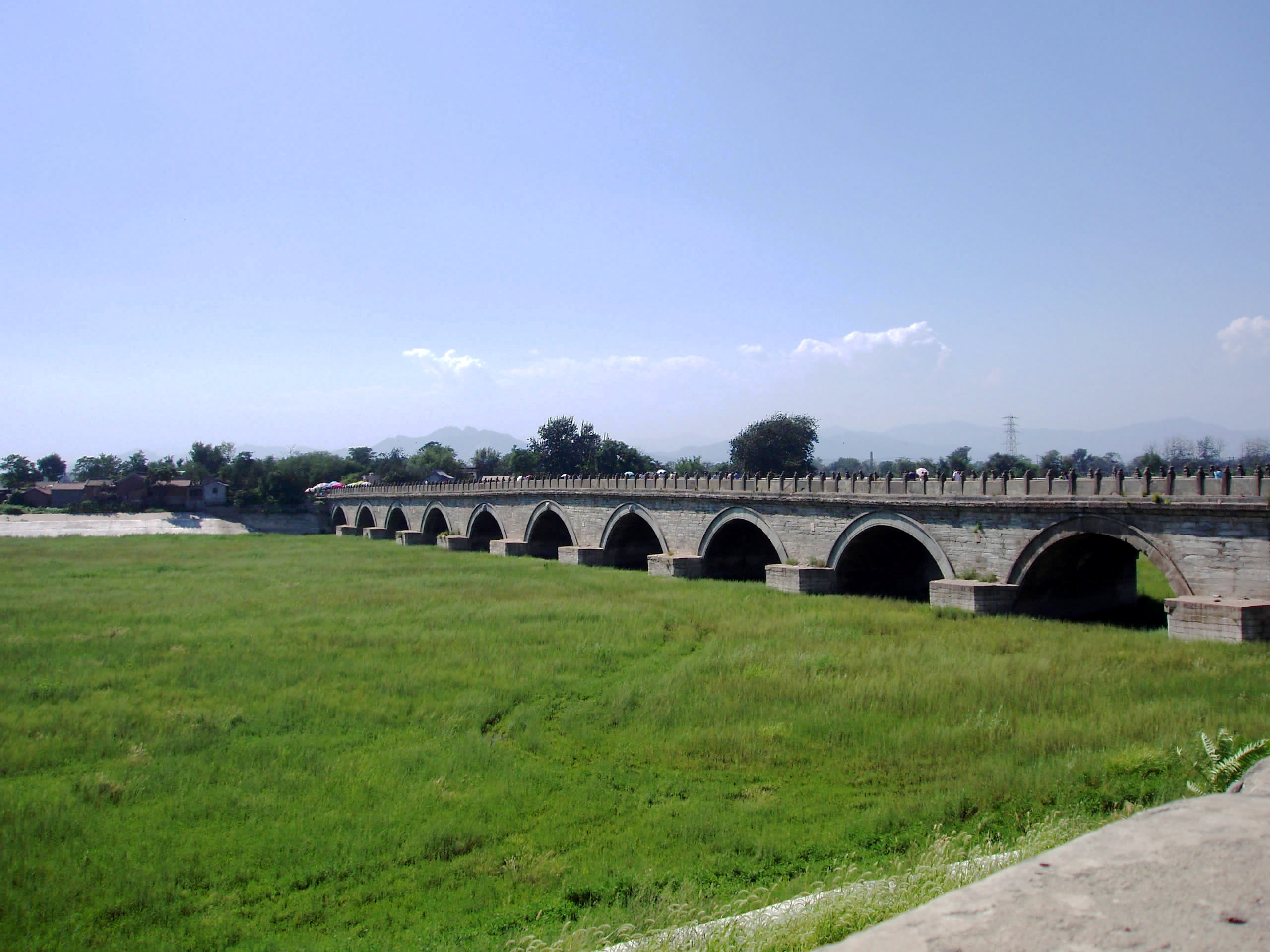
Die Marco-Polo-Brücke, im Hintergrund Changxindian

Als 1192 nach dreijähriger Bauzeit die 235 m lange Lugou-Brücke, im Ausland später bekannt als „Marco-Polo-Brücke“, für den Verkehr freigegeben wurde, gestaltete sich der Zugang nach Peking, damals die Mittlere Hauptstadt der Jin-Dynastie, wesentlich einfacher. Bis in die nachfolgende Yuan-Dynastie hieß das heutige Changxindian jedoch noch Zepandian (泽畔店), „Ladenstraße am Rand des Sumpfs“, es gehörte zum von den Mongolen geschaffenen Kreis Wanping. Hier war in der Yuan-Dynastie, die das chinesische Postwesen stark ausgebaut hatte, die letzte Pferdewechselstation (驿站) vor der Hauptstadt.
In der Ming-Dynastie (1368–1644) war die Ansiedlung so stark gewachsen, dass sie in zwei Dörfer aufgeteilt wurde: Changdian (长店), also „Lange Ladenstraße“, und Xindian (新店), also „Neue Ladenstraße“. In der Qing-Dynastie (1644–1911) wurden die beiden Dörfer zu einer Großgemeinde mit einer Fläche von 3 km² und insgesamt 49 Straßen und Gassen zusammengelegt. Zunächst hieß die neue Großgemeinde Changxindian (长新店), was sich in der geschriebenen Form später zu dem gleich ausgesprochenen 长辛店 vereinfachte, also „Ladenstraße des langen Leidens“. In der Bevölkerung hielt sich die umgangssprachliche Bezeichnung „Xindian“ in der Schreibweise 新店.
Während der Kaiserzeit bis hinein in die ersten Jahre der Republik hatte Changxindian immer zur Hauptstadtpräfektur gehört. Bei einer Verwaltungsreform im Juni 1928 kam die Großgemeinde jedoch mit den Kreisen Wanping, Fangshan und Liangxiang, also dem Westen des heutigen Stadtbezirks Fengtai, zur Provinz Hebei. Am 7. Juli 1937 wurde das Landratsamt Wanping, das sich seit Dezember 1928 in der Wanping-Festung befand, beim Zwischenfall an der Marco-Polo-Brücke durch japanischen Beschuss stark beschädigt und wurde daraufhin in den Guan-Yu-Tempel (老爷庙) verlegt,
auch bekannt als „Gildehaus Shanxi“ (山西会馆), der Ende der Qing-Dynastie von ursprünglich aus Shanxi stammenden, aber oft seit Generationen in Changxindian lebenden Kaufleuten errichtet worden war. Im Mai 1986 wurde der Gebäudekomplex in der Changxindian-Str. 128, der auch über eine Theaterbühne zur Aufführung von Peking-Opern etc. verfügte, vom Stadtbezirk Fengtai unter Denkmalschutz gestellt, 1999 wurde das Bühnengebäude renoviert.
Nachdem die Nordchinesische Feldarmee (华北野战军) unter dem Kommando von Nie Rongzhen im Dezember 1948 in Changxindian einmarschiert war, wurde die Stadt und ihr Umland zunächst unter Militärverwaltung gestellt (Nie Rongzhen war von September 1949 bis Februar 1951 Bürgermeister von Peking). 1952 wurde der Stadtbezirk Fengtai – damals noch mit anderen Grenzen – geschaffen, Changxindian wurde wieder eine Großgemeinde. 1953 wurde die „Landwirtschaftliche Produktionsgenossenschaft Chinesisch-Tschechoslowakische Freundschaft“ (中捷友好农业生产合作社) mit Sitz im Dorf Zhangguozhuang nördlich der Stadt gegründet. 1958 entstand daraus im Zuge der Kollektivierung der Landwirtschaft die „Volkskommune Chinesisch-Tschechoslowakische Freundschaft Changxindian“ (长辛店中捷友好公社). 1983 wurde die Volkskommune im Rahmen der Reform- und Öffnungspolitik aufgelöst und die Gemeinde Changxindian (长辛店乡) gegründet, die später wieder zur Großgemeinde hochgestuft wurde. Im November 1990 wurde aus der Großgemeinde das Straßenviertel Changxindian (长辛店街道) herausgelöst.
Das Straßenviertel Changxindian ist nun für die Betreuung der 29 städtischen Einwohnergemeinschaften zuständig, die Großgemeinde für die neun Dörfer.

## Administrative Gliederung

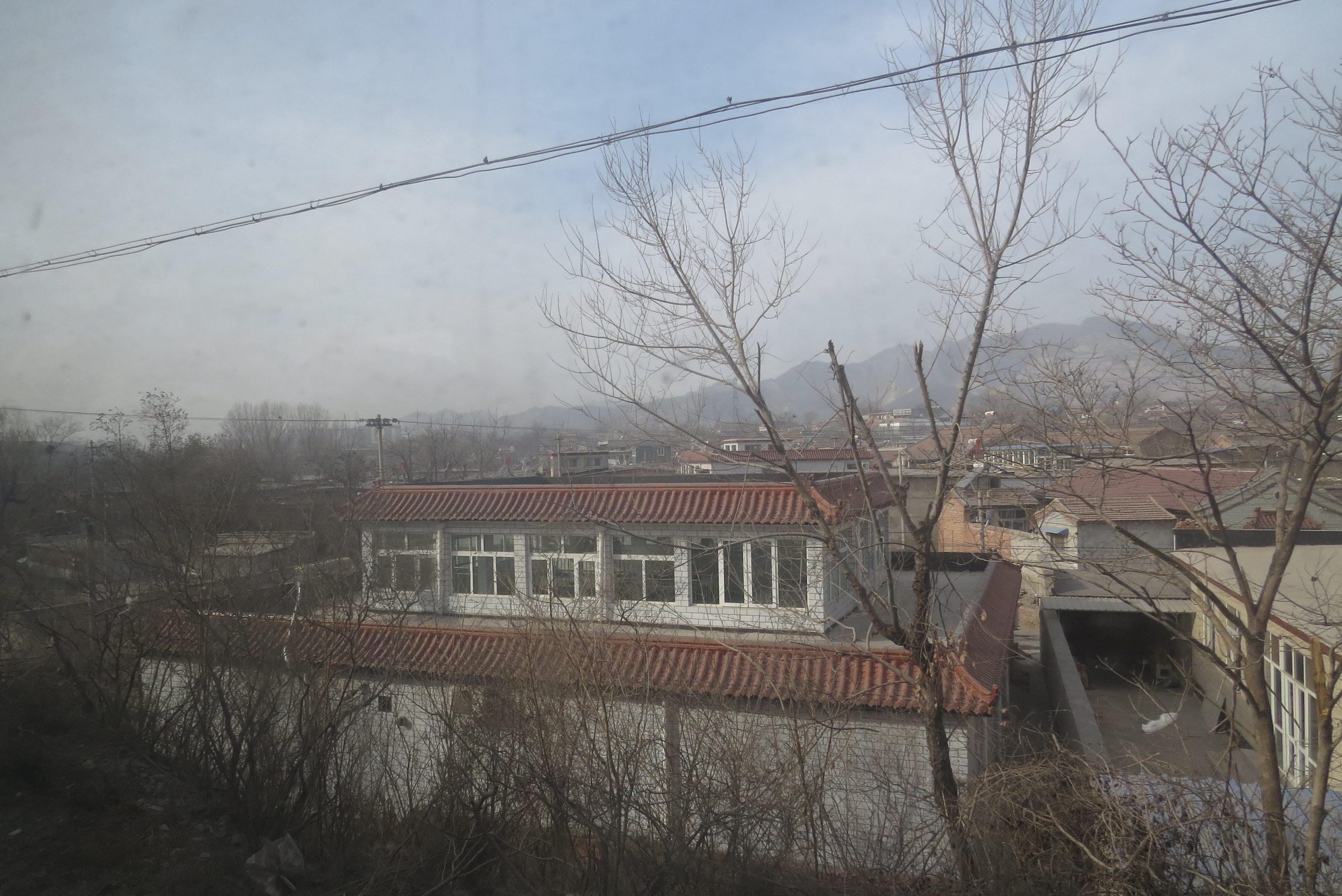
Dahuichang

Die Großgemeinde Changxindian setzt sich aus einer  Einwohnergemeinschaft und neun Verwaltungsdörfern zusammen. Diese sind:
- Einwohnergemeinschaft Dexiu (得秀社区), Regierungssitz der Großgemeinde;
- Dorf Changxindian (长辛店村);
- Dorf Dahuichang (大灰厂村);
- Dorf Dongheyan (东河沿村);
- Dorf Lijiayu (李家峪村);
- Dorf Taiziyu (太子峪村);
- Dorf Xinzhuang (辛庄村);
- Dorf Zhangguozhuang (张郭庄村);
- Dorf Zhangjiafen (张家坟村);
- Dorf Zhaoxindian (赵辛店村).

## Zhengang-Pagode

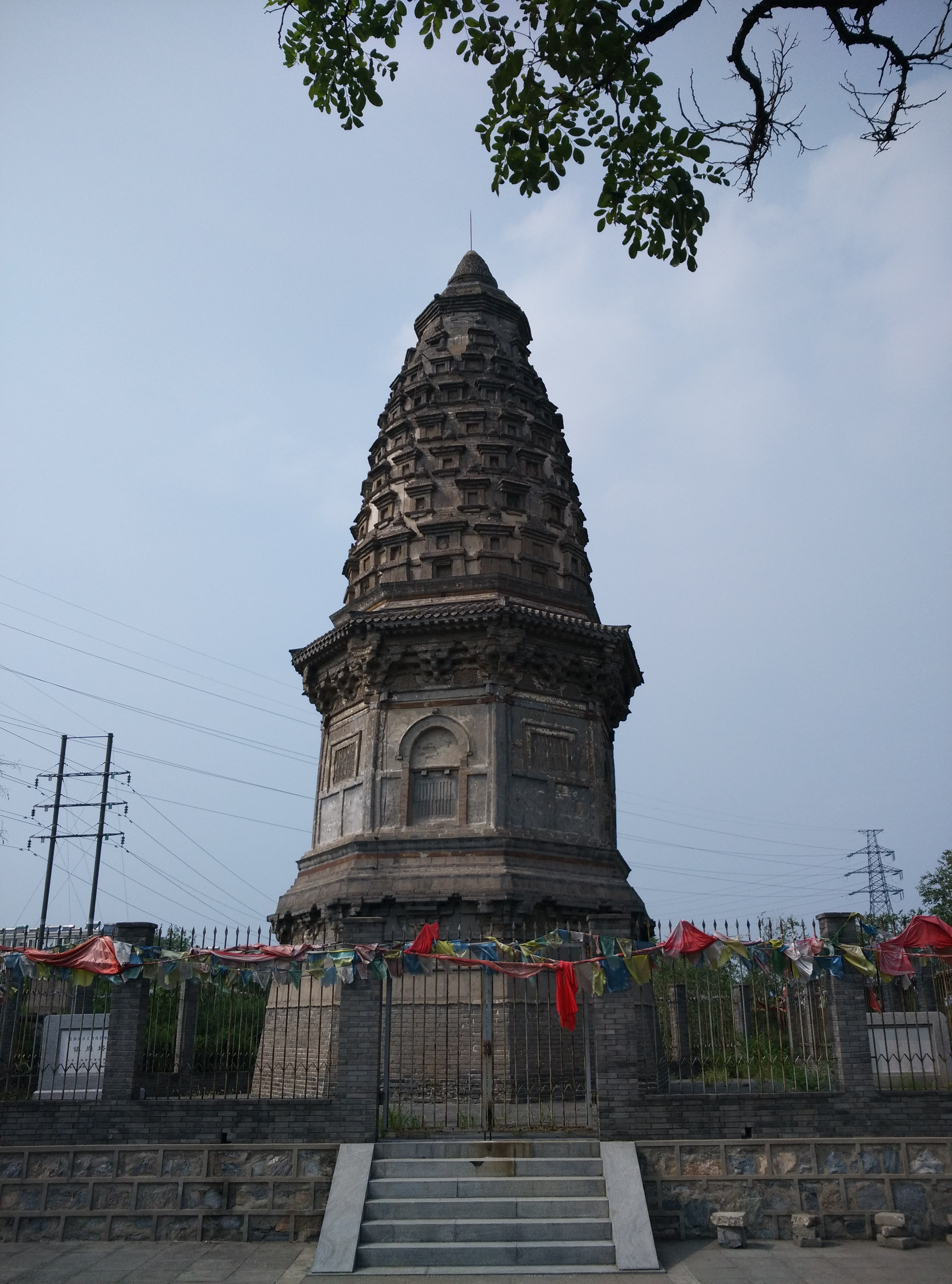
Zhengang-Pagode

Auf der Nordseite eines Hügels auf dem Gebiet des Dorfs Zhangjiafen, an der Grenze zum heutigen Straßenviertel Yungang, befand sich während der Jin-Dynastie das Chongshou-Kloster (崇寿寺). Das Kloster existiert nicht mehr, aber die dazugehörige, 18 m hohe neunstöckige Ziegelpagode oben auf dem Hügel ist bis heute erhalten. Die achteckige Basis der Pagode hat einen Umfang von 24 m, unter dem Vordach der Kuppel befindet sich mit Ziegelsteinen imitiertes Dougong-Gebälk in der damaligen, einfachen Form. An der Wand zwischen den Balken befinden sich Reliefs: Blumen, Tiermasken, Soldaten, Beamte und ein Garuda. Auf der Kuppel der Pagode befinden sich in sieben Etagen Buddha-Nischen, mit 18 Nischen pro Etage, in denen Buddha-Figuren mit verschiedenen Mudras sitzen.
Über die Erbauung der Pagode gibt es keine zeitgenössischen Aufzeichnungen. Die früheste Erwähnung findet sich auf einer Bautafel aus dem Jahr 1561 der Ming-Dynastie, wo über eine Renovierung der Zhengang-Pagode (镇岗塔) berichtet wird. Der Name bedeutet „Pagode zur Bewachung des Hügels“ und leitet sich von dem Volksglauben ab, dass unter dem Hügel ein bösartiger Drache lebt, der durch die Pagode niedergehalten werden muss. Von dem Hügel aus hat man nach Osten freie Sicht auf Changxindian, den Yongding He und die 10 km entfernte, etwa zur selben Zeit erbaute Marco-Polo-Brücke. Im Jahr 1626, knapp zwanzig Jahre vor dem Ende der Ming-Dynastie, wurde eine große eiserne Glocke gegossen und vor der Pagode auf einem Holzgestell aufgehängt. Diese Glocke ist heute im Tempel der Großen Glocke (seit 1985 ein Museum) im Stadtbezirk Haidian ausgestellt.
Während der japanischen Besetzung Pekings (1937–1945) wurde die Pagode von Artilleriesoldaten wiederholt für Zielübungen verwendet, wobei das Vordach und eine Ecke der Basis beschädigt wurden. Auf der Ming-zeitlichen Bautafel ist eine Sarira-Reliquie erwähnt, die in der Pagode angeblich eingemauert ist. Mit einer unter der Pagode eingegrabenen Sprengladung versuchten japanische Soldaten an den vermuteten Schatz zu gelangen. Dabei sprengten sie ein 1 m tiefes Loch in die Basis, fanden jedoch keine Hohlräume – die Pagode ist in massiver Ziegelbauweise ausgeführt.
Die Zhengang-Pagode an der nach ihr benannten Zhengangta-Straße gehörte zur ersten Gruppe der historischen Stätten und Kulturgüter, die von der Stadt Peking am 28. Oktober 1957 unter Denkmalschutz gestellt wurden. 1958 fand eine erste größere Renovierung statt, bei der die beschädigte Basis der Pagode mittels stilgerecht eingemauerter Ziegelsteine wiederhergestellt wurde. 1982 wurde die Plattform befestigt, auf der die Pagode steht, und ein Blitzableiter angebracht.
Seit dem 5. März 2013 steht die Pagode auch auf der nationalen Liste der Denkmäler der Volksrepublik China.

## Verkehrsanbindung

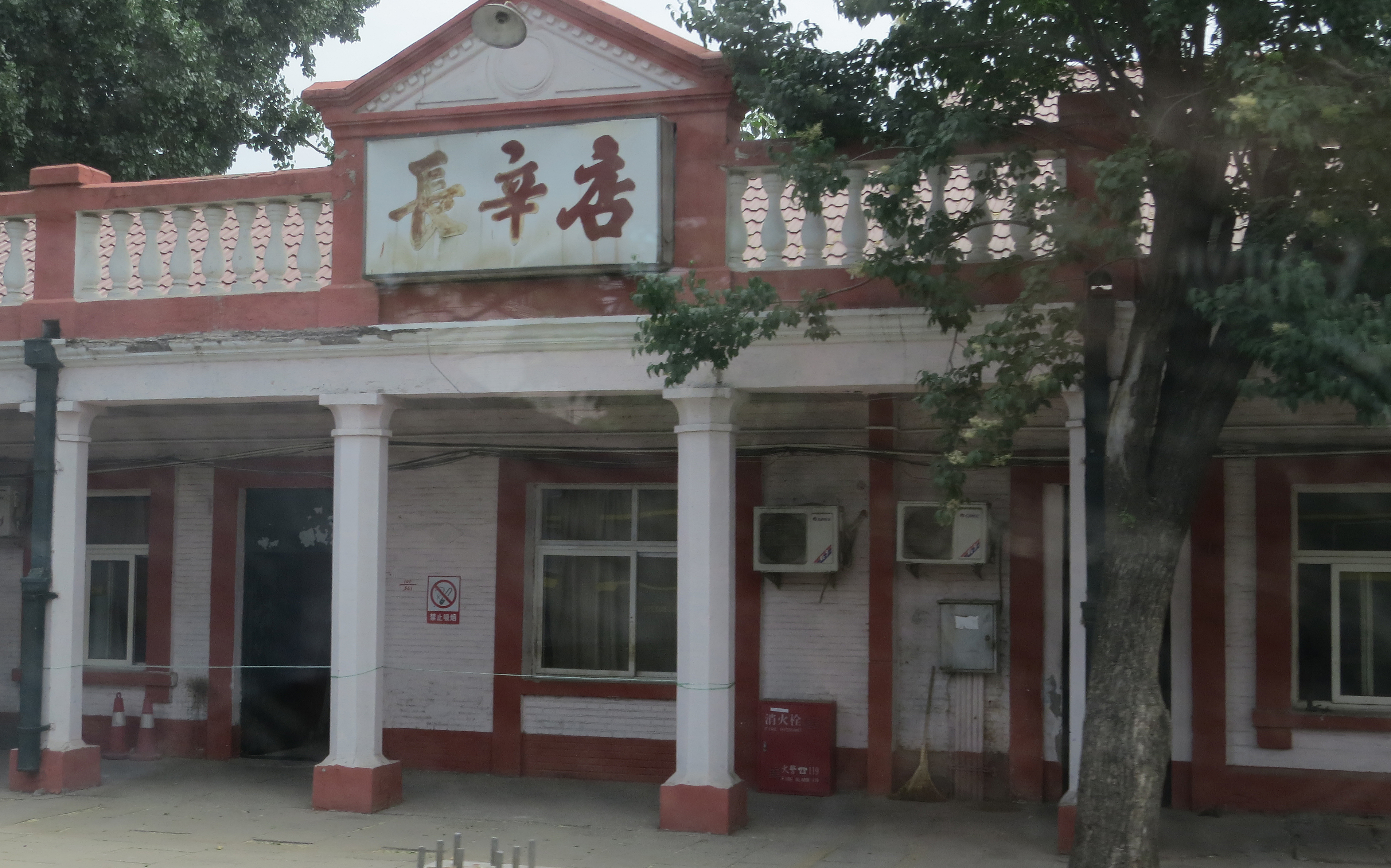
Bahnhof Changxindian

Der 1899 eingeweihte Bahnhof Changxindian (长辛店站) im Jiaotang-Hutong liegt an der Peking-Kanton-Eisenbahn, dem Vorläufer der Schnellfahrstrecke Peking–Guangzhou. Ab dem 2. Februar 1923 fand dort ein großer, von der Kommunistischen Partei Chinas organisierter Eisenbahnerstreik statt, der von der Militärpolizei am 7. Februar 1923 gewaltsam niedergeschlagen wurde. Heute halten dort jedoch keine Personenzüge mehr.
Vom Bahnhof Changxindian führt die Bahnlinie 101 über Shijingshan-Süd (石景山南站) zum Militärflughafen Peking-Xijiao (北京西郊机场) im Stadtbezirk Haidian, von wo die Regierungsflugzeuge für Inlandsflüge abheben. Außerdem führt von Changxindian ein Industriegleis über Dahuichang (大灰厂站) zur Haiying Akademie für Elektrotechnik im Straßenviertel Yungang, auch bekannt als „Dritte Akademie“, eine Tochterfirma der China Aerospace Science and Industry Corporation, die sich mit der Herstellung von Seezielflugkörpern befasst. Am 24. Dezember 1957 wurden über dieses Gleis zwei sowjetische Kurzstreckenraketen vom Typ R-2 an das damals dort stationierte, zwei Wochen vorher gegründete Artillerie-Ausbildungskorps der Volksbefreiungsarmee geliefert, auch bekannt als „Artillerie-Ausbildungskorps Changxindian“, die Keimzelle der heutigen Raketenstreitkräfte.